# Vladimír Fischer (architekt)
Vladimír Fischer (4. července 1870 Fryšták – 28. října 1947 Brno) byl český architekt, profesor na České vysoké škole technické v Brně a v letech 1931–1932 její rektor.

## Život
Jeho otec Antonín Fischer byl stavitelem, měl ve Fryštáku a později v Holešově vlastní firmu. V letech 1887–1893 vystudoval Vladimír Fischer na ČVUT v Praze stavitelský obor. Poté byl v letech 1894 až 1898 na praxi u Emila von Foerstera, Hermanna Helmera a Ferdinanda Fellnera ml. ve Vídni. V letech 1901 až 1918 působil na státní technické službě při moravském místodržitelství v Brně. Stal se vrchním stavebním radou a přednostou oddělení pro pozemní stavby při Zemské správě politické v Brně (1918–1923). 1923–1939 působil jako profesor na České vysoké škole technické v Brně, přičemž v letech 1924 až 1925 a 1935 až 1936 zde byl ve funkci děkana odboru architektury a pozemního stavitelství a 1931–1932 jako rektor celé školy. Jako konzervátor Státního památkového úřadu v Brně pro okres Brno-venkov pracoval od roku 1939 do roku 1941.
Na pražském Smíchově se v roce 1904 oženil s Ellou Osvaldovou (1874–1930). Měli spolu syna Františka (1905–1977).
Vladimír Fischer zemřel 28. října 1947. Je pohřben na brněnském ústředním hřbitově.

## Dílo

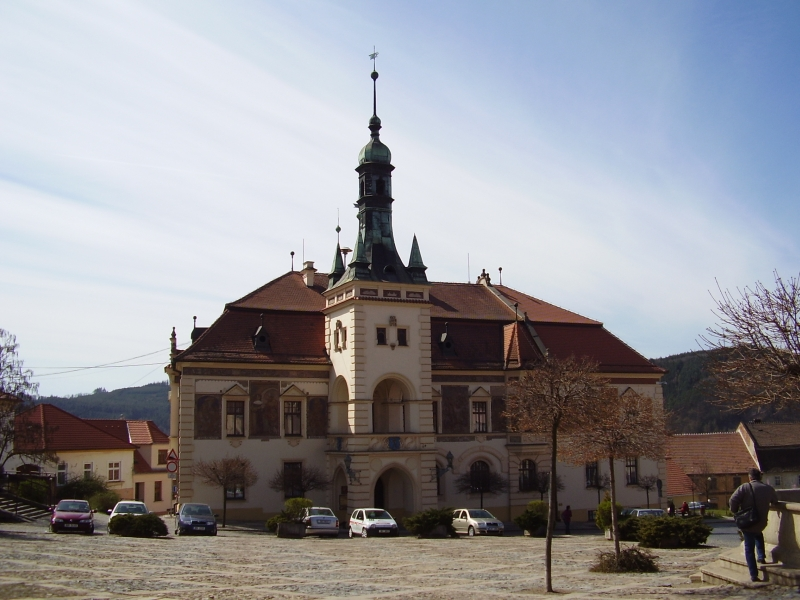
Radnice v Tišnově

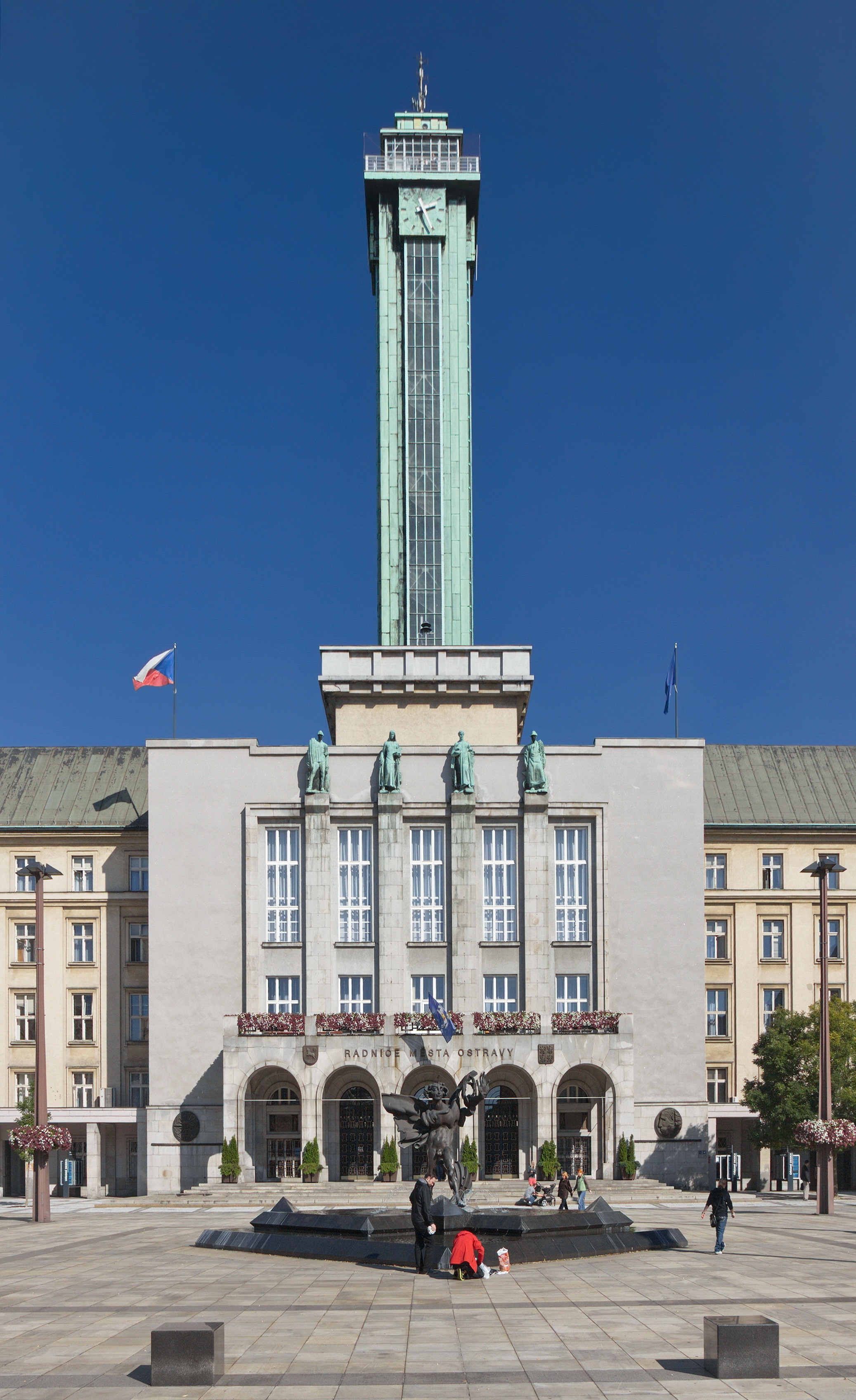
Nová radnice v Ostravě

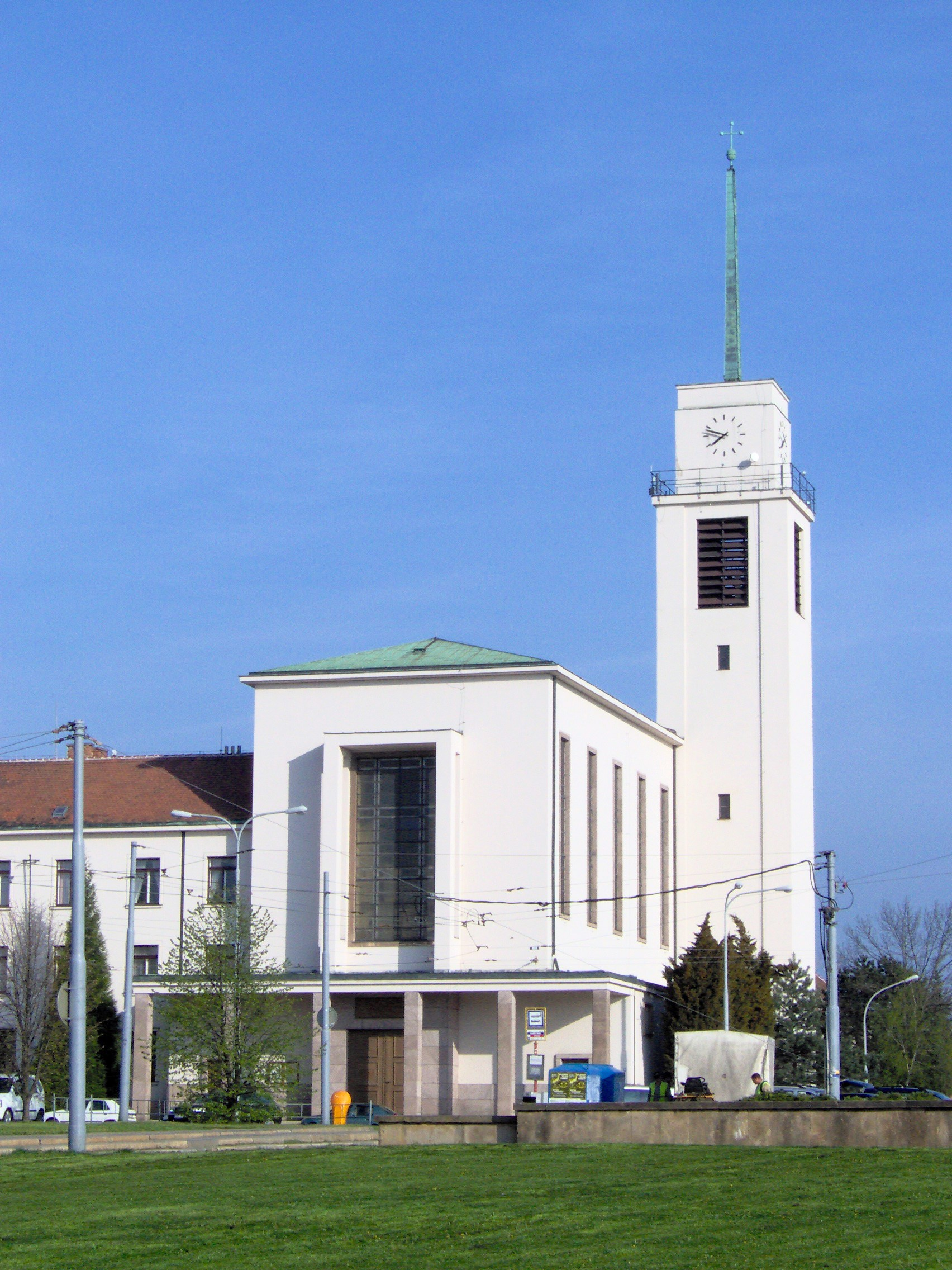
Kostel svatého Augustina v Brně

Podle Encyklopedie města Brna a brožury Kostel sv. Augustina v Brně.
- radnice ve Fryštáku (1900–1901)
- rekonstrukce zámku v Prostějově (1900–1906)
- reálné gymnázium v Antonínské ulici v Brně (1902–1903)
- Augustiniánský dům v Luhačovicích (1903–1906)
- obecná a měšťanská škola v Tišnově (1903)
- radnice v Tišnově (1905–1906)
- hotel U tří králů v Prostějově (1906)
- arcibiskupský palác v Olomouci (1906–1910)
- obecná a měšťanská škola ve Slavkově u Brna (1907)
- finanční ředitelství v Olomouci (1908)
- kostel sv. Alžběty Durynské ve Vnorovech (1908-1909)
- Švédský dům v Smetanově ulici v Brně (1910)
- škola ve Veverské Bítýšce (1910–1911)
- nájemní domy v Brně v ulicích Merhautově, Štefánikově, Smetanově, Botanické a Cihlářské (kolem 1910)
- obecná a měšťanská škola v Holešově (1911)
- fara ve Vnorovech (1912)
- nájemní dům J. Stava v Prostějově (1912)
- kostel sv. Bartoloměje v Rohatci
- Cyrilometodějská záložna na Zelném trhu v Brně (1913–1915)
- vojenská kaple Nejsvětějšího srdce Ježíšova v Brně (1915)
- Pivovarská banka v České ulici v Brně (1920)
- přestavba kostela svatého Bartoloměje v Brně-Žebětíně (1922–1923)
- kostel svatého Jana Nepomuckého v Brně-Starém Lískovci (1923–1925)
- dívčí domov Kounicových studentských kolejí v Mučednické ulici v Brně (1924)
- Nová radnice v Ostravě (1924–1930)
- mechanicko-technologický pavilon České vysoké školy technické v Brně ve Veveří ulici (1925–1926)
- klášter cyrilek s ústavem pro mentálně postižené děti a školou v Lerchově ulici v Brně (1924–1925, 1930)
- kostel Nejsvětějšího Srdce Páně ve Vacenovicích (1927-1930)
- obchodní dům K. Vágnera v České ulici v Brně (1928)
- Úrazová nemocnice v ulici Ponávka v Brně (společně s Karlem Kepkou, 1930–1933)
- kostel svatého Augustina na náměstí Míru v Brně (1930–1935)
- kostel Krista Krále v Sudoměřicích (1930-1932)
- kostel sv. Anny ve Tvarožné Lhotě (1932-1933)
- onkologická léčebna (tzv. Dům útěchy) na Žlutém kopci v Brně (společně s Bedřichem Rozehnalem, 1931–1934)
- dívčí gymnázium v Lerchově ulici v Brně (1935)

a další